# Ле-Ру
Ле-Ру (фр. и окс. Le Roux) — коммуна во Франции, находится в регионе Рона — Альпы. Департамент коммуны — Ардеш. Входит в состав кантона Монпеза-су-Бозон. Округ коммуны — Ларжантьер.
Код INSEE коммуны — 07200.

## Население
Население коммуны на 2008 год составляло 41 человек.
| 1962 | 1968 | 1975 | 1982 | 1990 | 1999 | 2008 |
| ---- | ---- | ---- | ---- | ---- | ---- | ---- |
| 108  | 123  | 88   | 71   | 43   | 43   | 41   |

## Экономика
В 2007 году среди 28 человек в трудоспособном возрасте (15—64 лет) 17 были экономически активными, 11 — неактивными (показатель активности — 60,7 %, в 1999 году было 66,7 %). Из 17 активных работали 17 человек (11 мужчин и 6 женщин), безработных не было. Среди 11 неактивных 0 человек были учащимися или студентами, 3 — пенсионерами, 8 были неактивными по другим причинам.

## Фотогалерея
- Туннель Ру
- Карта коммуны